# НСУ-Пип 15/24 ПС
НСУ-Пип 15/24 ПС био је аутомобил више средње класе произведен између 1906. и 1910. године од стране немачког произвођача аутомобила НСУ у њиховој фабрици у Некарсулму, по лиценци белгијског прозвођача Пип, као наследник модела НСУ-Пип 34 ПС.
Аутомобил је покретао четвороцилиндрични мотор, запремине 3768 цм³ (пречник х ход = 100 × 120 мм), снаге 17,6 kW (23,6 КС) са воденим хлађењем, пумпом за аутоматско подмазивање, стубним вентилима и двоструким паљењем (магнет и батерија). Снага мотора се преносила преко конусног квачила, четворобрзинског мењача и ланца на задње точкове.
Међуосовински растојање је било 3000-3200 мм, размак точкова 1450 мм, тежина 1.650 кг (дупли фетон) и максимална брзина 70 км/ч.
Аутомобил је произведен са различитим обликом каросерије дупли фетон, Roi-des-Belges, ландо или лимузина. Његова производња је прекинута 1910. године у корист мањих аутомобила сопствене производње без наследника.